# Influenza A subtipo H7N7
H7N7 é um subtipo de Influenzavirus A, um género de ortomixovírus, que são os vírus responsáveis pela gripe. Existem estirpes de elevada patogenicidade (HPAI) e de baixa patogenicidade (LPAI) e tem elevado potencial zoonótico. O subtipo H7N7 pode infectar seres humanos, aves, porcos, focas e cavalos em estado selvagem, tendo também infetado ratos em laboratório, e foi isolado pela primeira vez em 2003. Este potencial zoonótico incomum representa uma ameaça de pandemia.
Em 2003, 89 pessoas nos Países Baixos foram confirmados como tendo sido infectadas por H7N7 após um surto em aves domésticas em cerca de 255 fazendas. Uma morte foi registrada - um veterinário que tinha vindo a testar galinhas para o vírus - e todos os rebanhos infectados foram abatidos. A maioria das pessoas afetadas apresentaram sintomas leves, incluindo conjuntivite.